# Galium verrucosum subsp. verrucosum
Galium verrucosum subsp. verrucosum é uma subespécie de planta com flor pertencente à família Rubiaceae. 
A autoridade científica da subespécie é Huds., tendo sido publicada em Philos. Trans. 56: 251 (1767).

## Portugal
Trata-se de uma subespécie presente no território português, nomeadamente em Portugal Continental e no Arquipélago da Madeira.
Em termos de naturalidade é nativa das duas regiões atrás indicadas.

## Protecção
Não se encontra protegida por legislação portuguesa ou da Comunidade Europeia.